# Вектороскоп
Вектороскоп — прибор, предназначенный для отображения графика отношения двух сигналов. Вектороскоп по принципу работы похож на осциллограф, работающий в режиме X-Y, и используется в аудиотехнике, видеотехнике и телевидении для наглядного контроля отношения двух различных сигналов.
Специализированные вектороскопы имеют на своём дисплее различные вспомогательные элементы (к примеру, вектороскопы для контроля параметров видеосигнала имеют сетку, указывающую на расположение параметров сигнала), а также встроенные демодуляторы и демультиплексоры для упрощения работы.